# 中国民主同盟四川省委员会
中国民主同盟四川省委员会，简称民盟四川省委，是中国民主同盟在四川省的地方组织。